# Chilly (Ardennes)
Chilly ist eine französische Gemeinde mit 133 Einwohnern (Stand: 1. Januar 2022) im Département Ardennes in der Region Grand Est (bis 2015 Champagne-Ardenne). Sie gehört zum Arrondissement Charleville-Mézières, zum Kanton Rocroi und zum Gemeindeverband Ardennes Thiérache.

## Geografie
Die Gemeinde liegt im 2011 gegründeten Regionalen Naturpark Ardennen an der Sormonne, etwa 20 Kilometer nordwestlich von Charleville-Mézières. Umgeben wird Chilly von den Nachbargemeinden Sévigny-la-Forêt im Norden, Tremblois-lès-Rocroi  im Osten, Laval-Morency im Osten und Südosten, Blombay im Südwesten sowie Étalle im Westen.

## Bevölkerungsentwicklung
| Jahr                       | 1962 | 1968 | 1975 | 1982 | 1990 | 1999 | 2007 | 2018 |
| Einwohner                  | 134  | 131  | 133  | 111  | 111  | 113  | 149  | 139  |
| Quellen: Cassini und INSEE |      |      |      |      |      |      |      |      |

## Sehenswürdigkeiten
- Wehrkirche Saint-Nicaise

Die romanische Kirche Saint-Nicaise aus dem 12. Jahrhundert wurde im 16. Jahrhundert durch den Bau eines großen viereckigen Turms teilweise befestigt. Während des Ersten Weltkriegs wurde der Turm zerstört.
- Bornes de Saint-Rémi, mittelalterliche Grenzsteine zwischen Chilly und Tremblois-lès-Rocroi, Monument historique seit 1931[1]

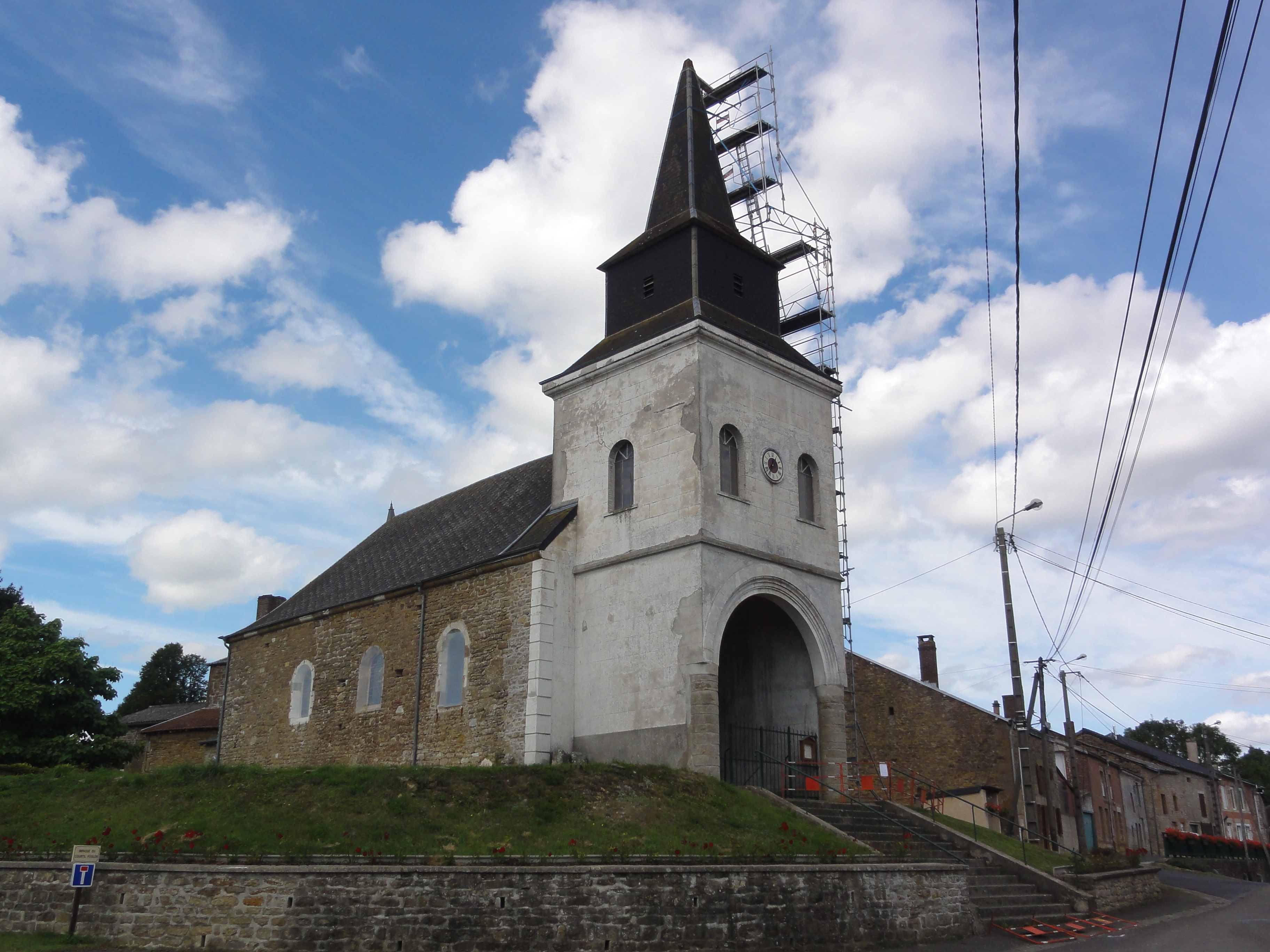
Kirche Saint-Nicaise
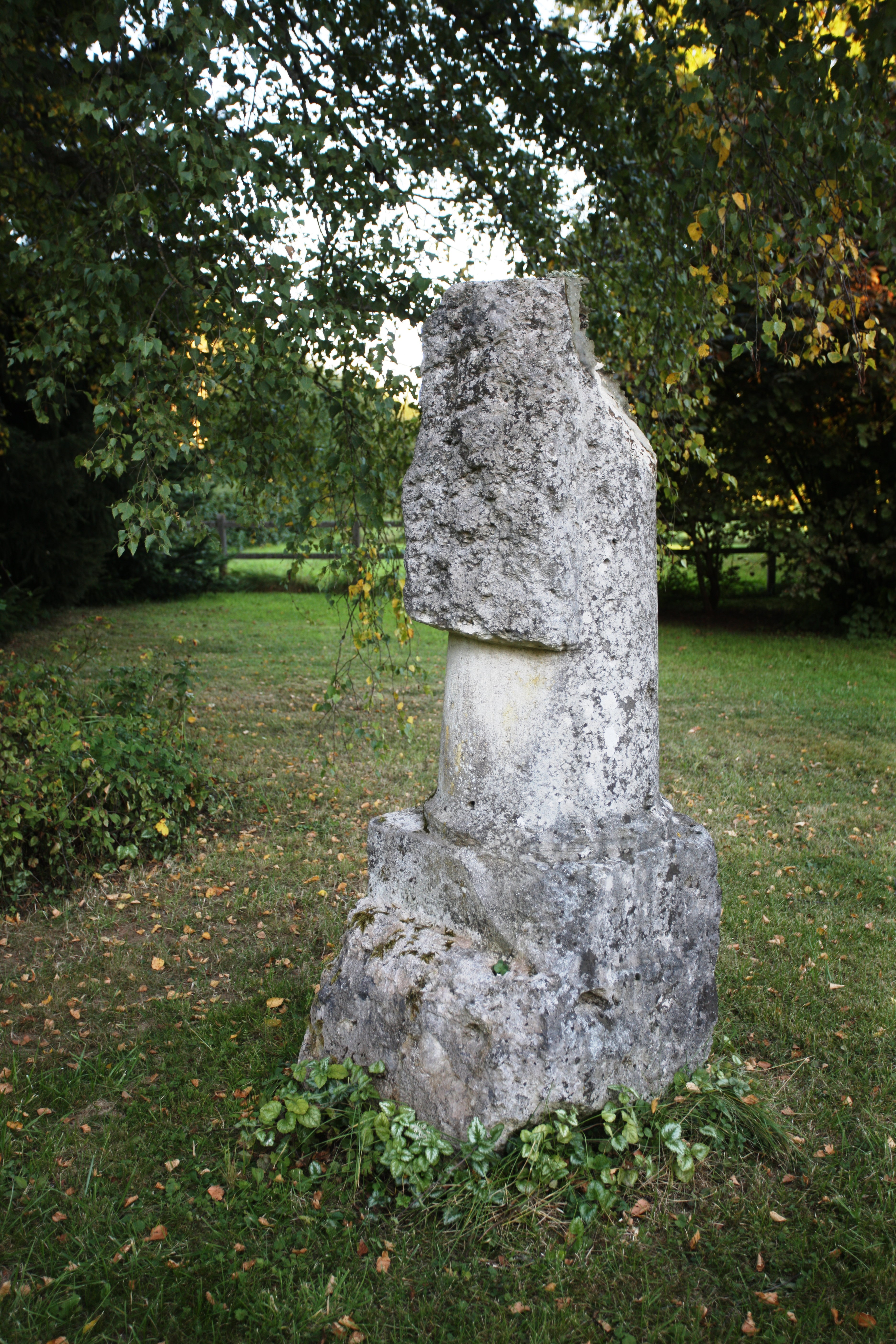
Bornes de Saint-Rémi